# Fred Biletnikoff
Frederick S. Biletnikoff (Erie, 23 febbraio 1943) è un ex giocatore di football americano statunitense che ha militato nel ruolo di wide receiver nella National Football League ed è stato inserito nella Pro Football Hall of Fame nel 1988.

## Biografia
Al college, Biletnikoff a football a Florida State dove fu premiato come All-American, Nel 1963 giocò sia in attacco che in difesa, guidando la squadra sia in ricezioni che in intercetti, uno dei quali ritornato per 99 yard in touchdown (su un passaggio lanciato da George Mira di Miami), un record che resistette fino al 1987, quando un altro Hall of Famer, Deion Sanders, lo superò di una yard.
Dopo la laurea fu scelto dagli Oakland Raiders nel corso del secondo giro del Draft AFL 1965 (11º assoluto) e dai Detroit Lions nel terzo giro del Draft NFL 1965, con la 39ª selezione. Biletnikoff optò per firmare con i Raiders, dove giocò per quattordici stagioni. Nella sua carriera professionistica totalizzò 589 ricezioni, con un record di dieci stagioni consecutive con almeno 40 passaggi ricevuti, un primato ancor più notevole considerando che le squadre in cui militò erano spesso orientate al gioco sulle corse e che il calendario era di sole 14 partite. Disputò coi Raiders il Super Bowl II (perso contro i Green Bay Packers) e il Super Bowl XI, di cui fu nominato MVP dopo avere ricevuto 4 passaggi per 79 yard che diedero il via a tre touchdown dei Raiders. Tra gli altri wide receiver che hanno ricevuto questo premio, Biletnikoff è l'unico ad avere ricevuto meno di cento yard.
Rimasto fermo nel 1979, Biletnikoff disputò ancora una stagione nella CFL, con i Montreal Alouettes, nel ruolo di allenatore-giocatore.
Nel 1982 iniziò una lunga carriera di allenatore, prima a livello di scuole superiori e poi a livello universitario, fino ad arrivare nel 1985 agli Oakland Invaders della United States Football League, dove guidò anche gli Arizona Wranglers l'anno successivo. Dopo due anni nella CFL con i Calgary Stampeders, tornò nel 1989 ai Raiders (nel frattempo trasferitisi a Los Angeles), di cui fu l'allenatore dei wide receiver fino al 2006.
Il Fred Biletnikoff Award, assegnato annualmente al miglior ricevitore nel college football a partire dal 1994, è nominato in suo onore. Nel 1999, Biletnikoff è stato classificato al numero 94 da The Sporting News nella lista dei cento migliori giocatori di tutti i tempi.

## Palmarès

### Franchigia
- Super Bowl : 1

Oakland Raiders: Super Bowl XI
- Campionati AFL : 1
- Oakland Raiders: 1967
- American Football Conference Championship: 1

Oakland Raiders: 1976

### Individuale
MVP del Super Bowl: 1
1976
- Convocazioni al Pro Bowl: 6

1967, 1969, 1970, 1971, 1973, 1974
- First-team All-Pro: 2

1969, 1972
- Pro Football Hall of Fame (classe del 1988)
- College Football Hall of Fame (classe del 1991)
- Numero 25 ritirato dai Florida State Seminoles